# 海底の軍艦メーヌ号見学
『海底の軍艦メーヌ号見学』（かいていのぐんかんメーヌごうけんがく、フランス語: Visite sous-marine du "Maine"）は、1898年にジョルジュ・メリエスが監督したフランスの短編サイレント映画である。邦題は『メイン号の海底訪問』や『海底のメイン号調査』とも表記される。米西戦争の原因となったことで知られるアメリカ海軍の戦艦メイン号の爆破事件を題材にした4本の映画シリーズの1本であり、映画史初期に普及したジャンルである「再構成されたニュース映画」のひとつに数えられる。ダイバーたちが海底に沈んだメイン号の残骸で死体回収などの作業をする様子を描いており、魚が泳ぐ水槽越しに撮影することで海中でのシーンを再現している。

## プロット
1898年2月15日、アメリカ海軍の戦艦メイン号はキューバのハバナ湾で停泊中に爆破し、海底に沈没した。本作ではその海底とメイン号の残骸が画面に映し出される。長いエアホースが付いた送気式の潜水服（Standard diving dress）を着た3人のダイバーは、梯子を使って海底へと降りる。ダイバーはメイン号の残骸の大きな穴の開いたところから中へ入り、死体を回収する。死体はロープで結ばれ、海上へと引き上げられる。別のダイバーは船体から重い物体を回収する。

## 製作

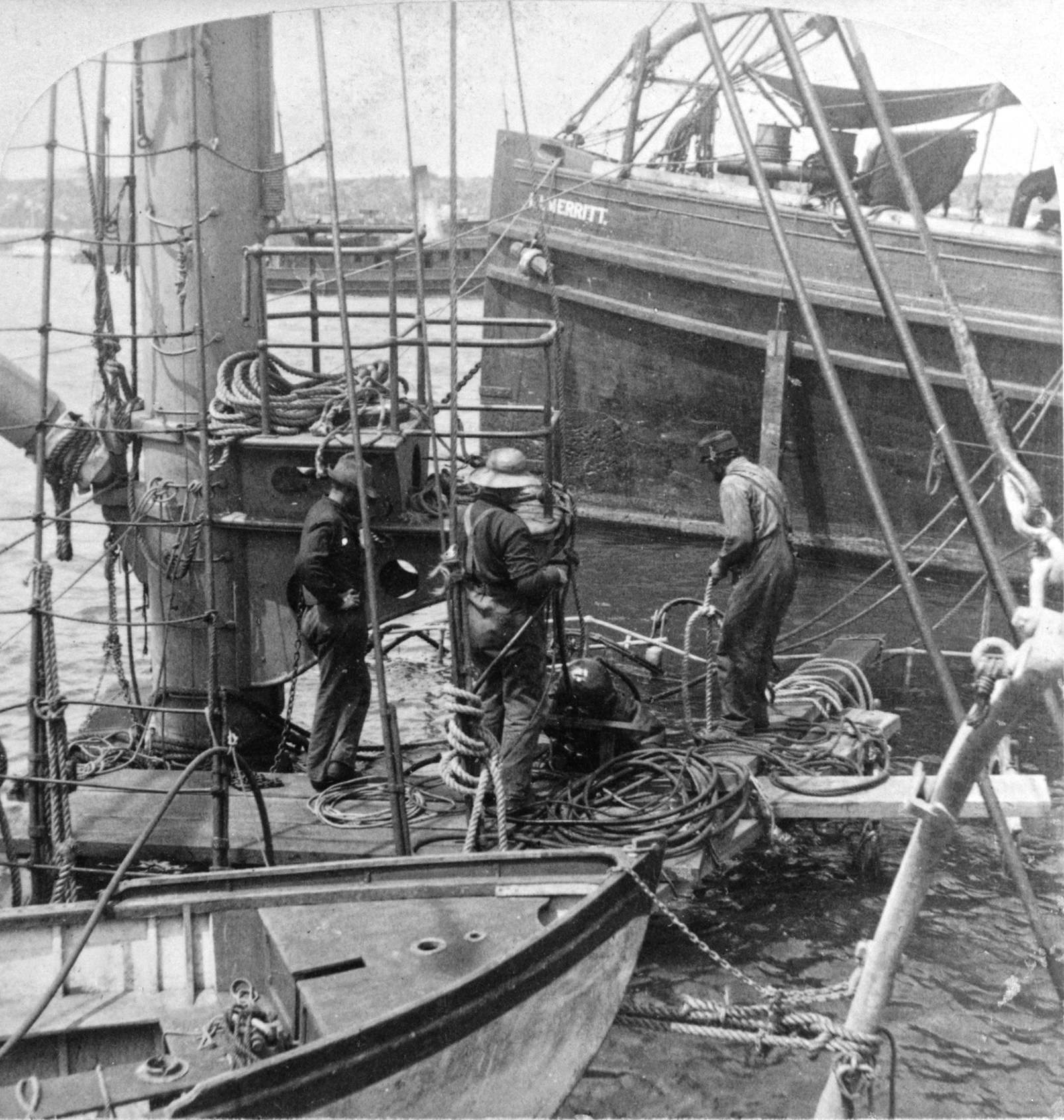
1898年2月もしくは3月に、ハバナ湾で爆発したメイン号で作業をするダイバー。

本作は、米西戦争の原因となったことで知られる1898年の戦艦メイン号爆破事件を題材とした、ジョルジュ・メリエスの4本の映画シリーズの4本目として作られた。他の3本は『船の衝突と遭難』『ハバナの埠頭、軍艦メーヌ号の爆破』『軍艦メーヌ号残骸見学』である。これらのシリーズは、メリエスの「再構成されたニュース映画（reconstructed newsreels）」のひとつとして作られた。再構成されたニュース映画は、現実の光景や出来事をそのまま記録した初期映画主流のジャンルであるアクチュアリティ映画とは異なり、ミニチュアモデルや舞台装置を使用して、時事的な出来事を劇的に再現した作品のことであり、映画史初期に欧米でよく作られたジャンルだった。メリエスはこのジャンルを他者に先駆けて作った人物であり、本作以前には1897年の希土戦争を題材にした映画シリーズを作っている。
メリエスは、1897年にモントルイユに建設した映画スタジオで作品を撮影した。このスタジオは撮影に必要な太陽光をとり入れるために、壁や天井がガラス張りになっていた。背景を作るメイン号の残骸は、板の上に描かれた絵もしくはボール紙であり、メリエス作品の美術監督のクローデルが制作した。メリエスは海中でのシーンを再現するために、本物の魚が泳ぐ大きな水槽をカメラのレンズの前に置き、それを通してセットで演じられるアクションを撮影した。カメラのレンズには水っぽい効果を与えるためにガーゼのスクリーンが塗られ、さらに海水の深さを装う幾重もの水平な線が描かれている。映画史家のジョルジュ・サドゥールは、スタジオのガラス天井から差し込む光も、海底らしく見せる効果を出するのに役立っていると指摘している。死体はマネキンを使用した。
メリエスの他の再構成されたニュース映画と同様に、本作におけるメリエスのビジュアルスタイルは、出来事を脚色し、観客にその詳細を明確に伝えることを目的とした当時の新聞のイラストから影響を受けている。また、ガーゼと水槽の使用は、それらが航海シーンでよく使われていた壮大な演劇作品から影響を受けている。サドゥールは、水槽を使って海中を再現する手法が「縁日の見世物で、水の中で生きた人魚女たちを見せる時に用いられた、舞台のトリックを採用したもの」だったと述べている。映画研究者のエリザベス・エズラによると、劇中の終盤ではダイバーの長いエアホースが互いに絡みついており、メリエスはその現実的なステージング上の問題で映画のシーンを終了させた可能性があるという。

## 公開と反応
本作は、メイン号爆破事件を題材にしたメリエスの他の4本の映画シリーズとともに、1898年4月26日にメリエスが経営するパリのロベール＝ウーダン劇場で上映された。作品はメリエスの映画会社スター・フィルムからリリースされたが、同社は配給システムを確立しておらず、各地の興行師たちにプリントごとに直接販売していた。同社のカタログには147番という作品番号が付けられ、括弧書きで「ダイバーと本物の魚（plongeurs et poissons vivants）」というサブタイトルをつけて宣伝された。イギリスでは、スター・フィルムの同国での代理店であるチャールズ・アーバンのウォーリク・トレイディング社によって販売された。最初に知られた英語のタイトルは、アメリカでは『Divers at Work on the Wreck of the "Maine"』、イギリスでは『Divers at Work on a Wreck Under Sea』または『Divers at Work on a Wreck Under Water』である。
本作は、メリエスのメイン号爆破事件の映画シリーズで最も成功した作品だった。1898年5月1日のフランスのレビューによると、本作は「最も興味深いもの」だったという。サドゥールは、本作の装置と演出は大成功を収めたと述べており、メリエス自身も1932年にこの映画が大衆を喜ばせたと回想している。水槽を使って海底のシーンを撮る手法は、メリエスが得意とする手法となり、『妖精たちの王国』（1903年）などで使用された。米西戦争で強い政治的関心がない国ではあまり成功を収めることはできず、1898年6月にカナダのケベック州シェルブルックで上映された時には、観客が否定的な反応を示し、彼らがすでに見ていたイエス・キリストの受難を描く映画をもう一度上映するように求めたという。
映画研究者の古賀太によると、本作は日本でも明治時代に公開された可能性があるという。1903年6月2日付の『都新聞』に掲載された「錦輝館活動写真」の広告には、『一人オーケストラ』（1900年）や『魔法の本』（1900年）といったメリエス作品を含む20番組が記述されているが、そのひとつに「暴風中の難破船及潜水機にて水中にて働く実況」という番組があり、古賀はそれが本作を含むメイン号爆破事件の連作映画ではないかと考えている。
本作のプリントは、スコットランドのペイズリー哲学協会のコレクションとして現存し、1930年代にロンドンの国立映画図書館（現在のBFIナショナル・アーカイブ）に寄贈された。サドゥールは『世界映画全史』の中で、メリエスが本作で「演劇の技法と常套手段とを映画に申し分なく適応させることができた」と述べている。映画史家のジョン・フレイザーは、メリエスに関する1979年の本の中で、本作の視覚的なディテールを賞賛し、「メディアに精通していない人にとって、このシーンの信憑性を信じないことは難しかっただろう」と述べている。映画研究者のエリザベス・エズラは、メリエスの現存作品を分析した2000年の本の中で、明らかに偽のマネキンを使用したのとは対照的な「もっと本物らしく見えるように作られた」リアルなタッチだけでなく、「一貫性のある物語」とアクチュアリティ（現実）の組合せを強調している。